# Villemer (Seine-et-Marne)
Villemer is een gemeente in het Franse departement Seine-et-Marne (regio Île-de-France) en telt 648 inwoners (1999). De plaats maakt deel uit van het arrondissement Fontainebleau.

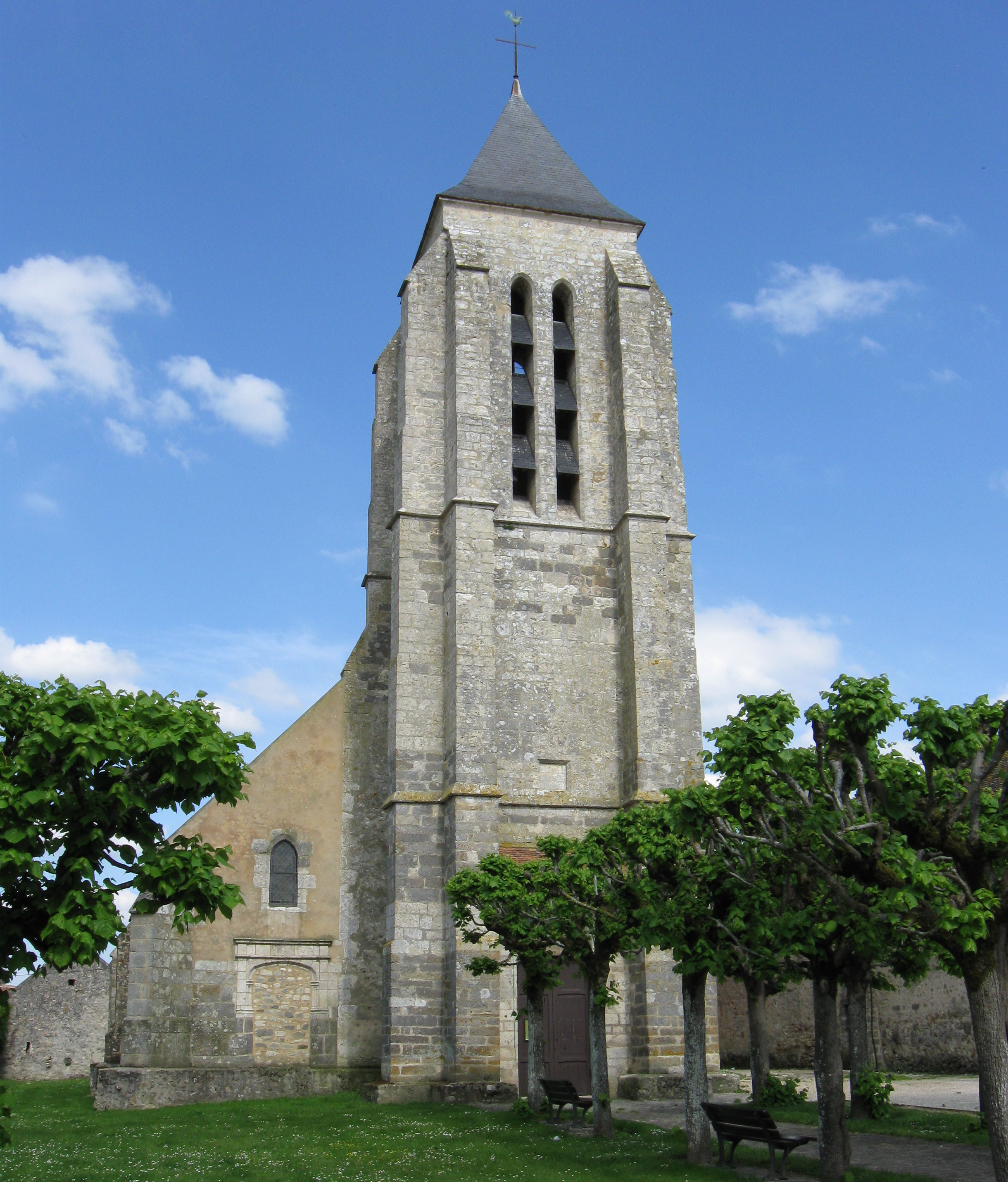
Kerk in Villemer
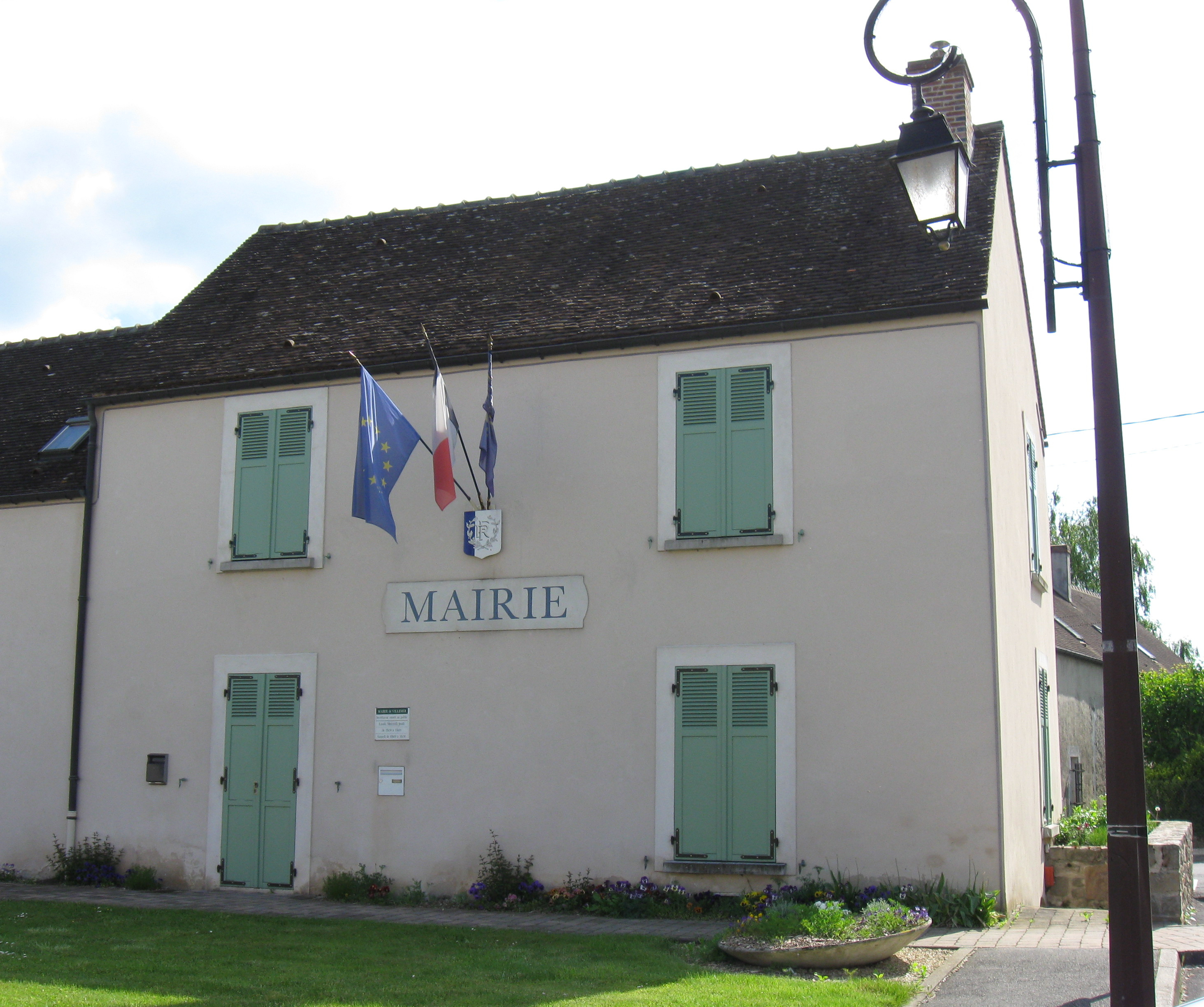
Gemeentehuis

## Geografie
De oppervlakte van Villemer bedraagt 18,6 km², de bevolkingsdichtheid is 34,8 inwoners per km².
De onderstaande kaart toont de ligging van Villemer (Seine-et-Marne) met de belangrijkste infrastructuur en aangrenzende gemeenten.

## Demografie
Onderstaande figuur toont het verloop van het inwonertal (bron: INSEE-tellingen).